# Coupe de l'EHF masculine 2003-2004
Navigation
Coupe de l'EHF 2002-2003 Coupe de l'EHF 2004-2005
La Coupe de l'EHF 2003-2004 est la 23e édition de la Coupe de l'EHF masculine.
Organisée par la Fédération européenne de handball (EHF), la compétition est ouverte en 2003-2004 à 51 clubs de handball d'associations membres de l'EHF. Ces clubs sont qualifiés en fonction de leurs résultats dans leur pays d'origine lors de la saison 2002-2003.
Elle est remportée par le club allemand du THW Kiel, vainqueur en finale du club espagnol du BM Altea.

## Résultats

### Premier tour
| Équipe 1                    | Score    | Équipe 2                | Aller | Retour |
| --------------------------- | -------- | ----------------------- | ----- | ------ |
| Lūšis Kaunas                | 41 – 54  | Győri ETO FKC           | 18-25 | 23-29  |
| CB Valencia                 | 67 – 34  | Viljandi                | 38-18 | 29-16  |
| HV KRAS/Volendam            | 54 – 58  | Chypre Collège          | 30-26 | 24-32  |
| HC Kehra Tallinn            | 51 – 70  | AGF Aarhus Håndbold     | 27-38 | 24-32  |
| Beşiktaş JK Istanbul        | 53 – 69  | BK-46 Karis             | 27-36 | 26-33  |
| Army Riga                   | 64 – 36  | HK Lokomotiv Varna      | 30-13 | 34-23  |
| Handbal Klub Tongeren       | 46 – 47  | RK Bjelovar             | 26-20 | 20-27  |
| CD de São Bernardo-Aveiro   | 49 – 52  | Panellínios Athènes     | 27-25 | 22-27  |
| SC Merano                   | 78 – 43  | HC Spartak Varna        | 41-24 | 37-19  |
| Shevardeni STU Tbilissi     | 31 – 61  | HC Meshkov Brest        | 14-32 | 17-29  |
| RK Metalurg Skopje          | 76 – 63  | HBC Bascharage          | 45-24 | 31-39  |
| HC Linz AG                  | 54 – 40  | SPE Strovolos Nicosie   | 30-18 | 24-22  |
| RK Rudar Trbovlje           | 60 – 54  | Arkatron Minsk          | 29-24 | 31-30  |
| Dinamo Bakou                | 44 – 101 | Wacker Thun             | 22-51 | 22-50  |
| HRK Izviđač Ljubuški        | 48 – 66  | THW Kiel                | 25-28 | 23-38  |
| HC Eynatten-Raeren          | 41 – 41* | HV Fiqas Aalsmeer       | 23-21 | 18-20  |
| HC Granitas Kaunas          | 51 – 52  | Paris Handball Handball | 25-26 | 26-26  |
| IK Sävehof                  | 59 – 46  | Handball Esch           | 34-21 | 25-25  |
| HC Olimpus-85 Chișinău (en) | 51 – 76  | Dinamo Bucarest         | 25-35 | 26-41  |

* HV Fiqas Aalsmeer vainqueur selon la règle du nombre de buts marqués à l'extérieur.

### Seizièmes de finale
| Équipe 1                  | Score    | Équipe 2                  | Aller | Retour |
| ------------------------- | -------- | ------------------------- | ----- | ------ |
| RK Prevent Slovenj Gradec | 59 – 44  | RK Rudar Trbovlje         | 33-17 | 26-27  |
| Dinamo Bucarest           | 65 – 62  | Chakhtar Akademia Donetsk | 31-32 | 34-30  |
| BK-46 Karis               | 66 – 57  | Stord IL                  | 32-25 | 34-32  |
| CB Valencia               | 56 – 43  | HV Fiqas Aalsmeer         | 30-23 | 26-20  |
| RK Bjelovar               | 49 – 49* | Warszawianka Varsovie     | 26-26 | 23-23  |
| RK Medveščak Zagreb       | 48 – 54  | Paris Handball            | 21-23 | 27-31  |
| Dinamo Astrakhan          | 61 – 45  | RK Metalurg Skopje        | 31-21 | 30-24  |
| BM Altea                  | 44 – 40  | Panellínios Athènes       | 23-17 | 21-23  |
| Dunaferr HK               | 82 – 38  | Chypre Collège            | 42-21 | 40-17  |
| Army Riga                 | 62 – 64  | RK Železničar Niš         | 33-31 | 29-33  |
| HSG Nordhorn              | 55 – 51  | IK Sävehof                | 28-27 | 27-24  |
| SC Merano                 | 47 – 77  | THW Kiel                  | 25-36 | 22-41  |
| Győri ETO FKC             | 53 – 54  | HC Meshkov Brest          | 27-22 | 26-32  |
| Aalborg Håndbold          | 57 – 48  | Wacker Thun               | 32-18 | 25-30  |
| HC Linz AG                | 40 – 56  | Cantabria Santander       | 18-29 | 22-27  |
| Boavista Futebol Clube    | 49 – 75  | AGF Aarhus Håndbold       | 24-39 | 25-36  |

* Warszawianka Varsovie vainqueur selon la règle du nombre de buts marqués à l'extérieur.

### Huitièmes de finale
| Équipe 1                  | Score   | Équipe 2            | Aller | Retour |
| ------------------------- | ------- | ------------------- | ----- | ------ |
| RK Prevent Slovenj Gradec | 55 – 56 | BM Altea            | 28-23 | 27-33  |
| Warszawianka Varsovie     | 48 – 63 | Cantabria Santander | 16-31 | 32-32  |
| THW Kiel                  | 66 – 57 | Paris Handball      | 34-27 | 32-30  |
| HC Meshkov Brest          | 57 – 61 | Aalborg Håndbold    | 30-30 | 27-31  |
| CB Valencia               | 47 – 61 | Dunaferr HK         | 22-32 | 25-29  |
| AGF Aarhus Håndbold       | 55 – 70 | Dinamo Astrakhan    | 30-31 | 25-39  |
| BK-46 Karis               | 54 – 76 | Dinamo Bucarest     | 28-35 | 26-41  |
| RK Železničar Niš         | 57 – 63 | HSG Nordhorn        | 27-32 | 30-31  |

### Quarts de finale
| Équipe 1            | Score   | Équipe 2         | Aller | Retour |
| ------------------- | ------- | ---------------- | ----- | ------ |
| Cantabria Santander | 44 – 45 | BM Altea         | 23-20 | 21-25  |
| HSG Nordhorn        | 62 – 63 | Dinamo Bucarest  | 34-33 | 28-30  |
| THW Kiel            | 62 – 55 | Aalborg Håndbold | 30-23 | 32-32  |
| Dunaferr HK         | 57 – 68 | Dinamo Astrakhan | 30-32 | 27-36  |

### Demi-finales
| Équipe 1         | Score   | Équipe 2 | Aller | Retour |
| ---------------- | ------- | -------- | ----- | ------ |
| Dinamo Bucarest  | 55 – 61 | BM Altea | 30-30 | 25-31  |
| Dinamo Astrakhan | 56 – 60 | THW Kiel | 28-25 | 28-35  |

### Finale
| Équipe 1 | Score   | Équipe 2 | Aller | Retour |
| -------- | ------- | -------- | ----- | ------ |
| THW Kiel | 59 – 47 | BM Altea | 32-28 | 27-19  |